# Nagrada Dubravko Horvatić
Nagrada Dubravko Horvatić je hrvatska književna nagrada. Ime nosi po osnivaču i prvom glavnom uredniku tjednika Hrvatsko slovo, hrvatskom književniku Dubravku Horvatiću. Dodjeljuje se za prozu i poeziju objavljenu u časopisu za kulturu Hrvatsko slovo, u rubrikama Hrvatska proza i Hrvatska poezija, a objavljenu u prošloj godini (od 1. siječnja do 31. prosinca). 
Dodjeljuje se svake godine na Dan Hrvatskog slova, 28. travnja, odnosno na obljetnicu prvog objavljivanja časopisa Hrvatsko slovo.
Nagradu se prvi put dodijelilo na 11. obljetnicu Hrvatskog slova, 2006.

## Ime
Nagrada nosi ime po hrvatskom književniku Dubravku Horvatiću, višegodišnjem uredniku Hrvatskog slova.

## Dosadašnji dobitnici

### 2005.
Nagrade za 2005. godinu su dodijeljene na 11. obljetnicu izlaženja Hrvatskog slova, 28. travnja 2006. 
Natječaj je bio raspisan 4. veljače, 2005., stoga je nagradno razdoblje bilo od 11. veljače do 31. prosinca 2005.
Ocjenjivački sud: Dubravko Jelčić, dr. Nedjeljko Mihanović, Hrvoje Hitrec, Ivan Božičević, Stjepan Šešelj
Za prozu:
- 1. nagrada: Ivan Grljušić, za priču Voltaireova smrt.
- 2. nagrada: Ivan Boždar, za priču Zemlja.
- 3. nagrada: Nela Eržišnik, za memoarsku prozu.

Za poeziju:
- 1. nagrada: Veselko Koroman, za ciklus pjesama Jesam li na pravom mjestu.
- 2. nagrada: Đurđica Ivanišević, za ciklus pjesama Bog je pokucao na prozor.
- 3. nagrada: Malkica Dugeč, za ciklus pjesama Sebe ne vidiš nikada.

Izvor: Hrvatsko slovo, 5. svibnja 2006.

### 2006.
Nagrade se dodijelilo 28. travnja 2007.
Ocjenjivački sud: 
Za prozu:
- 1. nagrada: Miroslav Međimorec, za pripovijetku Miš izija pečat.
- 2. nagrada: Tomo Podrug, za putopisnu priču Uz more od Biokova do Velebita.
- 3. nagrada: Stjepan Džalto, za prozno djelo Knin – carstvo Dušana Silnog.

Za poeziju:
- 1. nagrada: Mile Pešorda, za poemu Baščanska ploča.
- 2. nagrada: Marija Barbarić-Fanuko,
- 3. nagrada: Lujo Medvidović

Izvor: Glas Slavonije, 30. travnja 2007.

### 2007.
Nagrade za 2007. godinu su dodijeljene na 13. obljetnicu izlaženja Hrvatskog slova, 28. travnja 2008.
ocjenjivački sud: Ivan Božičević, Igor Mrduljaš, Mile Pešorda, Nenad Piskač, Stjepan Šešelj.
Za prozu:
- 1. nagrada: Ivan Aralica, za priču Godine (objavljena 16. ožujka).
- 2. nagrada: Nevenka Nekić, za priču Kajo moja (objavljena 14. prosinca).
- 3. nagrada: Vlado Andrilović, za priču Došljo (objavljena 14. prosinca).

Za poeziju:
- 1. nagrada: Andrija Vučemil, za ciklus Otok i more.
- 2. nagrada: Gojko Sušac, za ciklus Zemlja, srce, prsten....
- 3. nagrada: Tin Kolumbić, za ciklus Čista bjelina u modrom vremenu.

Izvor: Hrvatsko slovo, 2. svibnja 2008.

### 2008.
Nagrade za 2008. godinu su dodijeljene na 14. obljetnicu izlaženja Hrvatskog slova, 28. travnja 2009. u prostorijama Hrvatske kulturne zaklade. Nagrade su bile u obliku plaketa.
Ocjenjivački sud: 
Za prozu:
- 1. nagrada: Tomislav Marijan Bilosnić, za prozu Bolnica.
- 2. nagrada: Franjo Plavšić
- 3. nagrada: Stjepan Svedrović

Za poeziju:
- 1. nagrada: Božica Zoko
- 2. nagrada: Tomislav Domović
- 3. nagrada: fra Miljenko Stojić

- Bolnica je dio romana Listopad koji govori o napadu na Zadar 5. i 6. listopada 1991. godine.

Izvori: 
- ezadar.hr[4]
- Mrežna knjižnica Miljenko Stojić[5]
- Culturenet[6]

### 2009.
Nagrade za 2009. godinu su dodijeljene na 15. obljetnicu Hrvatskog slova.
Ocjenjivački sud: Ivan Božičević, Igor Mrduljaš i Stjepan Šešelj
Za prozu:
- 1. nagrada: Kazimir Klarić, za priču Majstori, objavljenu 27. ožujka.
- 2. nagrada: Josip Sanko Rabar, za priču Gorgo, objavljenu 30. siječnja.
- 3. nagrada: Ivica Šušić, za priču Samci, objavljenu 31. srpnja.

Za poeziju:
- 1. nagrada: Miroslav Slavko Mađer, za ciklus Uvijek mislim na dobre stvari, objavljen 3. srpnja.
- 2. nagrada: Ljerka Car-Matutinović, za ciklus Ćutim tvoju dušu, objavljen 24. srpnja.
- 3. nagrada: Anka Petričević/Sestra Marija od Presvetoga Srca, za ciklus Prepoznah glas Tvoj, objavljen 25. prosinca.

Izvor: Hrvatsko slovo

### 2010.
Nagrade za 2010. godinu su dodijeljene na 16. obljetnicu Hrvatskoga slova. 
Ocjenjivački sud: Ivan Božičević, Igor Mrduljaš i Stjepan Šešelj
Za prozu:
- 1. nagrada: Jozo Vrkić, za tekst Gospe iz Tugara, objavljen 13. kolovoza.
- 2. nagrada: Mirko Popović, za priču Sjećaš li se, Ana..., objavljenu 17. rujna.
- 3. nagrada: Branko Pilaš, za prozu Bjelkan, objavljenu 26. studenoga.

Za poeziju:
- 1. nagrada: Stjepan Vukušić, za ciklus Opijen gorskim šutnjama objavljen 22. siječnja.
- 2. nagrada: Ljubo Krmek, za ciklus Prepuni su krčazi glagoljanja, objavljen 11. lipnja.
- 3. nagrada: Robert Roklicer, za ciklus Vino je bilo odlično, objavljeno 9. travnja.

Izvor: Hrvatsko slovo

### 2011.
Nagrade za 2011. godinu su dodijeljene 28. travnja 2012. godine.
Ocjenjivački sud: Ivan Božičević, Mate Kovačević, Igor Mrduljaš i Stjepan Šešelj
Za prozu:
- 1. nagrada: Zvonimir Majdak, Krvavi sabor križevački, objavljena 18. ožujka.
- 2. nagrada: Željko Funda, Kome će se čuditi kokoši i pas?, objavljena 16. rujna.
- 3. nagrada: Mato Nedić, Zapis o vremenu, objavljena 3. lipnja.

Za poeziju:
- 1. nagrada: Miro Glavurtić, Teturam kao sablast, objavljena 11. ožujka.
- 2. nagrada: Daniel Načinović, Tajna Veloga Jože, objavljena 10. lipnja.
- 3. nagrada: Tomislav Kovačević, Dolazak u prijestolni grad, objavljena 27. svibnja.

Izvor: Hrsvijet.net

### 2012.
Za prozu:
- 1. nagrada: Ljubica Kolarić-Dumić, Vestalkino pismo.
- 2. nagrada: Josip Balaško, Prosjakinjina ispovijed.
- 3. nagrada: Vlado Kudić, Ruška.

Za poeziju:
- 1. nagrada: Pajo Kanižaj, Sud haaški kao da je vlaški.
- 2. nagrada: Enver Mehmedagić, Kosti mrtvih temelj su grada.
- 3. nagrada: Mijo Tokić, Gdje su naše vile.

Izvori: 
- dnevno.hr[10]
- tomislavnews.com[11]

### 2013.
Za prozu:
- 1. nagrada: Josip Laća
- 2. nagrada: Tomislav Šovagović
- 3. nagrada: Zdenka Čorkalo

Za poeziju:
- 1. nagrada: Zvonimir Balog
- 2. nagrada: Tomislav Milohanić
- 3. nagrada: Ivan Slišurić

Izvor: Hrvatska kulturna zaklada.

### 2014.
Za prozu:
- 1. nagrada: Nikola Đuretić
- 2. nagrada: Darko Pernjak
- 3. nagrada: Božica Brkan

Za poeziju:
- 1. nagrada: Ernest Fišer
- 2. nagrada: Ružica Soldo
- 3. nagrada: Igor Šipić

Izvor: Hrvatska kulturna zaklada.

### 2015.
Prosudbeno povjerenstvo: Ivan Božičević, Mate Kovačević i Stjepan Šešelj
Jedini sponzor nagrade: Privredna banka Zagreb.
Dodjela nagrada bila je 30. travnja u prostorima Hrvatske kulturne zaklade.
Za prozu:
- 1. nagrada: Lydia Scheuermann-Hodak, za priču Pustaraški ćošak.
- 2. nagrada: Marijan Urli Rino , za satirične tekstove objavljivane na humorističnoj stranici Hrvatskog slova'.
- 3. nagrada: Dragan Vučetić, za Crtice i zapise u prozi.

Za poeziju:
- 1. nagrada: Alojz Majetić, za ciklus pjesama Sva si ušla u mene.
- 2. nagrada: Frano Vlatković , za ciklus Tvoji snovi potresaju planine.
- 3. nagrada: Nives Puhalo, za ciklus Upijam samoću.

Izvor: Hrvatsko slovo

### 2016.
Prosudbeno povjerenstvo: Ivan Božičević, Mate Kovačević i Stjepan Šešelj
Jedini sponzor nagrade: Privredna banka Zagreb.
Dodjela nagrada bila je 29. travnja u prostorima Hrvatske kulturne zaklade.
Za prozu:
- 1. nagrada: Hrvoje Hitrec
- 2. nagrada: Jozo Mašić
- 3. nagrada: Lajčo Perušić

Za poeziju:
- 1. nagrada: Ivan Rogić Nehajev
- 2. nagrada: Slavko Jendričko
- 3. nagrada: Goran Gatalica

Izvor: Hrvatsko slovo

### 2017.
Prosudbeno povjerenstvo: Đuro Vidmarović, Ivan Božičević, i Stjepan Šešelj
Dodjela nagrada bila je 28. travnja u prostorima Hrvatske kulturne zaklade.
Za prozu:
- 1. nagrada: Mate Ćurić, Ićanova povlastica, objavljeno 13. siječnja 2017.
- 2. nagrada: Borislav Arapović, Betlehemska zvijezda, objavljeno 22. prosinca 2017.
- 3. nagrada: Tvrtko Gavran, Nisu sve noći tamne, objavljeno 18. kolovoza 2017.

Za poeziju:
- 1. nagrada: Božica Jelušić, Uvijek stražari duša, objavljeno 20. listopada 2017.
- 2. nagrada: Damir Pešorda, Lutkina kuća, objavljeno je 14. srpnja 2017.
- 3. nagrada: Ante Žužul, Glas iz svanuća, objavljeno su 25. kolovoza207.

Izvor: Hrvatsko slovo

### 2018.
Za prozu:
- 1. nagrada: Denis Peričić
- 2. nagrada: Mirjana Buljan
- 3. nagrada: Božidar Perharić

Za poeziju:
- 1. nagrada: Božidar Brezinščak Bagola
- 2. nagrada: Srećko Marijanović
- 3. nagrada: Dean Slavić

Izvor: Hrvatska kulturna zaklada.

### 2019.
Za prozu:
- 1. nagrada: Gvido Quien, Sjena, objavljeno 19. srpnja 2019.
- 2. nagrada: Ana Horvat, Ben, objavljeno 4. siječnja; "Škare", objavljeno 5. srpnja 2019.
- 3. nagrada: Željko Kocaj, Kadar bez povratka, objavljeno 10. svibnja 2019.

Za poeziju:
- 1. nagrada: Željko Reiner, četiri ciklusa pjesama u Hrvatskom slovu.
- 2. nagrada: Joso Živković, Da nije darova noći, objavljeno 25. siječnja 2019.
- 3. nagrada: Leopold Lalli, ciklus stihova bez naslova
- 3. nagrada: Antonio Piccoli, Povidaj tvoj Grad, objavljeno 31. svinja 2019.

Izvor: Hrvatska kulturna zaklada.

### 2020.
Nagrade Dubravko Horvatić za 2020. godinu dodijeljene su 24. travnja 2021. u sjedištu Hrvatskoga slova u Zagrebu. 
Članovima Prosudbenoga povjerenstva bili su: Đuro Vidmarović, Mate Kovačević i Stjepan Šešelj
Za prozu:
- 1. nagrada: Darko Juka, za priču Tupi je udarac vratio muk u mračnoj šumi (ulomak iz knjige Krikovi sjećanja).
- 2. nagrada: Ante Matić, za proznu cjelinu Pet kratkih proza.
- 3. nagrada: Igor Petrić, za priču U ovom gradu je sve manje ljudi.

Za poeziju:
- 1. nagrada: Milan Bošnjak, za poetski ciklus Sve što dolazi primam sa zahvalnošću.
- 2. nagrada: Miljenko Galić, za poetski ciklus Predvorje Elizeja.
- 3. nagrada: Vanda Babić, za poetski ciklus Predugo da bi bilo slučajno.

Izvor: Hrvatsko slovo

### 2021.
Nagrade Hrvatskog slova i Hrvatske kulturne zaklade Dubravko Horvatić za 2021. dodijeljene su u prostorijama Matice hrvatske u Zagrebu 28. travnja 2022.
Članovima ocjenjivačkog suda bili su: Đuro Vidmarović, Mate Kovačević i Stjepan Šešelj.
Za prozu:
- 1. nagrada: Mirko Ćurić, za pripovjetku Gorki snovi Marije Jurić Zagorke.
- 2. nagrada: Tin Kolumbić, za pripovjetku Razgovor ugodni s doušničkim zanovijetalom – Spomen na mučno vrijeme nakon gašenja Hrvatskog proljeća.
- 3. nagrada: Adam Rajzl, za pripovjetku Kosci.

Za poeziju:
- 1. nagrada: Pero Pavlović, za ciklus pjesama Humska priča.
- 2. nagrada: Asaf Duraković, posmrtno, za ciklus pjesama Beramska kapela.
- 3. nagrada: Marina Katinić Pleić, za ciklus pjesama Doba krunskog virusa.

Izvor: HINA